# NGC 5470
NGC 5470 هي مجرة تتبع كوكبة العذراء. اكتشفها جون هيرشل في 17 أبريل 1830.

## روابط خارجية
- NGC 5470 على موقع ويكي سكاي: DSS2, SDSS, GALEX, IRAS, Hydrogen α, X-Ray, Astrophoto, Sky Map, Articles and images